# هانوكو
هانوكو (بالإنجليزية: Huánuco)‏ هي مدينة، تتبع إقليم هانوكو، هي عاصمة إقليم هانوكو، ومقاطعة هانوكو، ومديرية هانوكو ‏، بلغ عدد سكانها 120,000 نسمة.

## المناخ
يظهر الجدول التالي التغييرات المناخية على مدار السنة لهانوكو:
| البيانات المناخية لـهانوكو        | البيانات المناخية لـهانوكو | البيانات المناخية لـهانوكو | البيانات المناخية لـهانوكو | البيانات المناخية لـهانوكو | البيانات المناخية لـهانوكو | البيانات المناخية لـهانوكو | البيانات المناخية لـهانوكو | البيانات المناخية لـهانوكو | البيانات المناخية لـهانوكو | البيانات المناخية لـهانوكو | البيانات المناخية لـهانوكو | البيانات المناخية لـهانوكو | البيانات المناخية لـهانوكو |
| الشهر                             | يناير                      | فبراير                     | مارس                       | أبريل                      | مايو                       | يونيو                      | يوليو                      | أغسطس                      | سبتمبر                     | أكتوبر                     | نوفمبر                     | ديسمبر                     | المعدل السنوي              |
| --------------------------------- | -------------------------- | -------------------------- | -------------------------- | -------------------------- | -------------------------- | -------------------------- | -------------------------- | -------------------------- | -------------------------- | -------------------------- | -------------------------- | -------------------------- | -------------------------- |
| متوسط درجة الحرارة الكبرى °م (°ف) | 26.4 (79.5)                | 25.8 (78.4)                | 26.0 (78.8)                | 26.5 (79.7)                | 26.7 (80.1)                | 25.9 (78.6)                | 25.6 (78.1)                | 26.3 (79.3)                | 26.7 (80.1)                | 27.1 (80.8)                | 27.2 (81.0)                | 26.9 (80.4)                | 26.4 (79.5)                |
| متوسط درجة الحرارة الصغرى °م (°ف) | 13.6 (56.5)                | 13.6 (56.5)                | 13.5 (56.3)                | 12.9 (55.2)                | 12.0 (53.6)                | 10.0 (50.0)                | 9.2 (48.6)                 | 10.6 (51.1)                | 12.2 (54.0)                | 13.2 (55.8)                | 13.8 (56.8)                | 13.8 (56.8)                | 12.4 (54.3)                |
| الهطول مم (إنش)                   | 47.5 (1.87)                | 64.0 (2.52)                | 62.6 (2.46)                | 26.5 (1.04)                | 9.4 (0.37)                 | 3.7 (0.15)                 | 3.8 (0.15)                 | 6.0 (0.24)                 | 13.8 (0.54)                | 30.3 (1.19)                | 41.9 (1.65)                | 44.1 (1.74)                | 353.6 (13.92)              |
| المصدر: NOAA                      |                            |                            |                            |                            |                            |                            |                            |                            |                            |                            |                            |                            |                            |

## أعلام
- ماريانو اجناسيو برادو
- جيانفرانكو إسبينوزا
- يوهان فانو
- دانيال ألوميا روبليس